# Mike Grier
Michael James „Mike“ Grier (* 5. Januar 1975 in Detroit, Michigan) ist ein ehemaliger US-amerikanischer Eishockeyspieler, -trainer und -scout sowie derzeitiger -funktionär, der im Verlauf seiner aktiven Karriere zwischen 1993 und 2011 unter anderem 1.161 Spiele für die Edmonton Oilers, Washington Capitals, Buffalo Sabres und San Jose Sharks in der National Hockey League (NHL) auf der Position des rechten Flügelstürmers bestritten hat. Neben Jarome Iginla und Anson Carter galt Grier zu seiner aktiven Zeit als einer der prominentesten Spieler afro-amerikanischer Herkunft in der NHL. Seit Juli 2022 ist er als General Manager der San Jose Sharks tätig und damit der erste Afro-Amerikaner in dieser Position in der über 100-jährigen Liga-Geschichte.

## Karriere

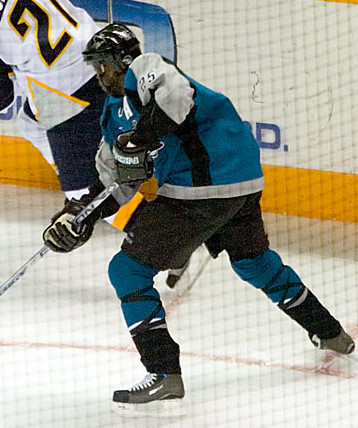
Grier im Trikot der San Jose Sharks

Grier wurde im NHL Entry Draft 1993 von den St. Louis Blues in der neunten Runde an 219. Position ausgewählt. Im darauffolgenden Herbst begann er seine Collegekarriere an der Boston University. Sein bestes Jahr dort hatte er in der Meisterschaftssaison 1994/95, die ihm sowohl eine Nominierung für das All-Star-Team der Liga als auch eine Nominierung für die Junioren-Weltmeisterschaft 1995 einbrachte. Während seiner Collegezeit wurden die Rechte an Griers NHL-Engagement von den St. Louis Blues zusammen mit denen Curtis Josephs für eine Reihe hoher Draft-Wahlrechte zu den Edmonton Oilers transferiert.
Zur Saison 1996/97 ergatterte Grier einen Platz im Kader der Oilers, wo er regelmäßig eingesetzt wurde. Insgesamt verblieb er sechs Jahre in der kanadischen Metropole und erreichte in zwei Spielzeiten die Marke von 20 Toren. Zudem gehörte er zusammen mit Anson Carter, Sean Brown, Georges Laraque und Joaquin Gage zu einer rekordverdächtigen Anzahl von dunkelhäutigen Spielern im Mannschaftskader. Griers Zeit in Edmonton endete zum Beginn der Saison 2002/03, als er für Draft-Wahlrechte der zweiten und dritten Runde im NHL Entry Draft 2003 zu den Washington Capitals abgegeben wurde, um Kosten zu sparen und Platz für junge Spieler zu schaffen. Die Hauptstädter waren gerade im Begriff ein playofftaugliches Team um die Spieler Jaromír Jágr und Olaf Kölzig aufzubauen. Der Plan der Capitals ging aber nicht auf, was jedoch nicht an der Leistung Griers lag. Nach nicht einmal zwei Spielzeiten wurde er im März 2004 für das europäische Talent Jakub Klepiš zu den Buffalo Sabres abgegeben.
Aufgrund der verpassten Qualifikation der Buffalo Sabres für die Playoffs wurde Grier für die US-amerikanische Nationalmannschaft nominiert, um diese bei der Weltmeisterschaft 2004 zu repräsentieren. Er kehrte mit einer Bronzemedaille im Gepäck nach Buffalo zurück. Während der Lockout-Saison 2004/05 stellte Grier das Eishockey spielen ein, unterschrieb aber zur Saison 2005/06 einen neuen Einjahresvertrag in Buffalo. Am Ende einer für ihn und das Team erfolgreichen Saison wurde er zu einem Unrestricted Free Agent.
In der Sommerpause erhielt er Angebote von insgesamt acht NHL-Teams. Letztlich entschied er sich für ein dreijähriges Engagement bei den San Jose Sharks, wo er seit der Spielzeit 2007/08 einer von drei Assistenzkapitänen war. Während seiner drei Jahre in San Jose füllte der Stürmer eine defensiv ausgerichtete Rolle aus und wusste dabei mit viel Einsatz und Laufbereitschaft zu überzeugen. Dennoch verlängerte das Management seinen Vertrag nach der Saison 2008/09 nicht, so dass Grier im August 2009 in seinem Ex-Klub, den Buffalo Sabres, einen neuen Arbeitgeber fand. Dort unterschrieb der 34-jährige einen Einjahresvertrag. Anfang Dezember 2011 erklärte Grier seine aktive Karriere für beendet.
Von Beginn der Saison 2014/15 war Grier als Scout für die Chicago Blackhawks aus der NHL tätig. Zur Saison 2018/19 wechselte er in den Trainerstab der New Jersey Devils und war dort fortan als Assistent von John Hynes aktiv. Nach der Spielzeit 2019/20 verließ er das Team wieder und wurde anschließend im Mai 2021 von den New York Rangers als Hockey Operations Coordinator engagiert. Im Juli 2022 wurde Grier zum General Manager seines Ex-Teams San Jose Sharks ernannt. Er trat damit die Nachfolge von Doug Wilson an, der interimsweise durch Joe Will ersetzt worden war. Grier war zu diesem Zeitpunkt der erste afro-amerikanische General Manager der über 100-jährigen NHL-Geschichte.

## Erfolge und Auszeichnungen
| - 1994 Lamoriello-Trophy-Gewinn mit der Boston University - 1995 Lamoriello-Trophy-Gewinn mit der Boston University - 1995 Hockey East First All-Star Team | - 1995 NCAA East First All-American Team - 1995 NCAA-Division-I-Championship mit der Boston University |

### International
- 2004 Bronzemedaille bei der Weltmeisterschaft

## Karrierestatistik

### International
Vertrat die USA bei:
- Junioren-Weltmeisterschaft 1995
- Weltmeisterschaft 2004

(Legende zur Spielerstatistik: Sp oder GP = absolvierte Spiele; T oder G = erzielte Tore; V oder A = erzielte Assists; Pkt oder Pts = erzielte Scorerpunkte; SM oder PIM = erhaltene Strafminuten; +/− = Plus/Minus-Bilanz; PP = erzielte Überzahltore; SH = erzielte Unterzahltore; GW = erzielte Siegtore; 1 Play-downs/Relegation; Kursiv: Statistik nicht vollständig)